# Nyctemera insulare
Nyctemera insulare är en fjärilsart som beskrevs av Jean Baptiste Boisduval 1833. Nyctemera insulare ingår i släktet Nyctemera och familjen björnspinnare. Inga underarter finns listade i Catalogue of Life.